# Wyścigowe Mistrzostwa Węgier 1989
1989 – sezon wyścigowych mistrzostw Węgier.